# جون بروكمان (كرة سلة)
جون بروكمان (بالإنجليزية: Jon Brockman)‏ مواليد 20 مارس 1987 في سنوهوميش، هو لاعب كرة سلة محترف أمريكي بدأ مسيرته الاحترافية في سنة 2009 حيث تم اختياره من قبل فريق بورتلاند ترايل بلايزرز خلال الدرافت، يلعب مع فريق نيكار ريزن لودفيغسبورغ في الدوري الألماني لكرة السلة ويحمل الرقم 40. يبلغ طوله 6 قدم 7 بوصة (2.0 م).

## فرق لعب لها
- سكرامنتو كينغز
- ميلووكي باكز
- ليموج سي إس بي
- إلان شالون
- نيكار ريزن لودفيغسبورغ

## إحصائيات المسيرة

### الموسم الاعتيادي
| السنة   | الفريق         | لعب | بدأ | دقيقة | ميداني% | ثلاثية | حرة  | ارتداد | صنع | استلاب | تصدي | نقطة |
| ------- | -------------- | --- | --- | ----- | ------- | ------ | ---- | ------ | --- | ------ | ---- | ---- |
| 2009–10 | سكرامنتو كينغز | 52  | 4   | 12.6  | .534    | .000   | .597 | 4.1    | .4  | .3     | .1   | 2.8  |
| 2010–11 | ميلووكي باكز   | 63  | 6   | 10.7  | .511    | .000   | .678 | 2.9    | .3  | .2     | .0   | 2.2  |
| 2011–12 | ميلووكي باكز   | 35  | 0   | 6.8   | .333    | .000   | .467 | 2.1    | .3  | .1     | .0   | 1.1  |
| المسيرة |                | 150 | 10  | 10.5  | .488    | .000   | .618 | 3.1    | .3  | .2     | .1   | 2.1  |

## روابط خارجية
- جون بروكمان على موقع الدوري الأوروبي لكرة السلة (الإنجليزية)
- جون بروكمان على موقع إن بي أي (الإنجليزية)
- جون بروكمان على موقع سبورتس رفرنس (الإنجليزية)
- جون بروكمان على موقع كرة السلة الأوروبية.كوم (الإنجليزية)
- جون بروكمان على موقع كلية كرة السلة في سبورتس رفرنس.كوم (الإنجليزية)
- جون بروكمان على موقع ريلجم (الإنجليزية)
- جون بروكمان على موقع بروبوليرز (الإنجليزية)
- جون بروكمان على موقع سبورتس رفرنس (الإنجليزية)